# 랜스 베커
랜스 B. 베커(영어: Lance B. Becker)는 미국의 의사이자 현재 노스웰 헬스에서 응급의료학과 심정지 치료를 담당하는 전문의이다. 또한 그는 노스쇼어 대학교 병원의 응급의료학과의 원장이며 호프스트라 노스웰 의대에서 응급학과 교수와 학과장으로 재직하고 있다.

## 직업
베커는 일리노이 의대에서 의학박사 학위를 수여받았으며 마이클 리즈 병원/메디컬 센터(Michael Reese Hospital and Medical Center)에서 내과 레지던트 과정을 마쳤다. 노스웰에서 근무하기 전에 그는 펜실베이니아 대학교에서는 소생술 연구소를, 시카고 대학교에서는 응급 소생 연구소를 개설 및 총괄하였다.

## 연구
베커는 290개 이상의 과학분야 출판물의 저자이며 공동 저자이다. 그의 연구는 심정지와 임상사 그리고 뇌사 상태의 사람이 더 이상 응급 처치로 소생 될 수없을 때의 수명을 연장하는데 주력하였다. 거기에는 ‘4분의 표준 시간 제한’이라는 관례가 있었지만 이제는 발전된 의술로 15분에서 더 나아가 30분의 수명을 연장 시킬 수 있다. 베커는 다른 의사들에게 죽음은 그들이 의대 교재에서 배운 "무산소에서의 10분은 곧 사망이라는 점"을 뜻하지 않는다고 설득시켜 오고 있다.
베커는 산소 부족보다 산소의 재 주입이 오히려 세포 사멸의 원인임을 밝혀냈다. 세포사는 저체온 치료를 응용함로써 지연 되거나 중단될 수 있다.
스웨덴의 스키 선수 안나 보겐홀름은 한 시간 이상 얼어붙은 물 속에 실족되어 있었음에도 불구하고 무산소로 인한 뇌손상을 입지 않았다. 그것은 낮은 체온이 그녀의 뇌손상을 막아 주었기 때문이다.
2014년 현재 환자의 혈액을 차가운 생리 식염수로 대체하고 50F(10c)로 체온을 유지시킬 수 있는 ‘초 저체온 방법’을 연구하는 계획을 가지고 있다. 베커에 의하면 ‘ 환자의 혈액을 빼내고 체온을 급랭시키는 일을 매일 시도해 보지만 매우 어려운 일’이라고 한다. 그래도 그는 그의 생각이 맞을 거라고 확신하고 있다. 베커는 사람을 가사 상태로 몇 년 동안이나 저체온으로 유지시킨다는 것을 현재의 기술로는 어렵지만 결국 가능하게 될 것이라고 한다.
베커는 노스쇼어 대학교(North Shore University) 병원에서 심폐 소생술 사례를 담은 Video-feedback을 기반으로 MTV-CPR(Mechanical, Team-Focused, Video-Reviewed Cardiopulmonary Resuscitation)프로젝트를 이끌고 있다. 2020년에 베커의 팀은 심정지 환자의 자발적 순환 회복이 비 개입 대 개입 면에서 26%에서 41%로 향상 된 것을 보여 주는 2년간의 연구 결과를 발표하기도 했다.

## 수상
베커는 미국 국립과학원과 국립의학회의 회원이다.